# Bundesstraße 498
Die Bundesstraße 498 (Abkürzung: B 498) ist eine deutsche Bundesstraße. Sie führt von Goslar nach Osterode am Harz.

## Geschichte

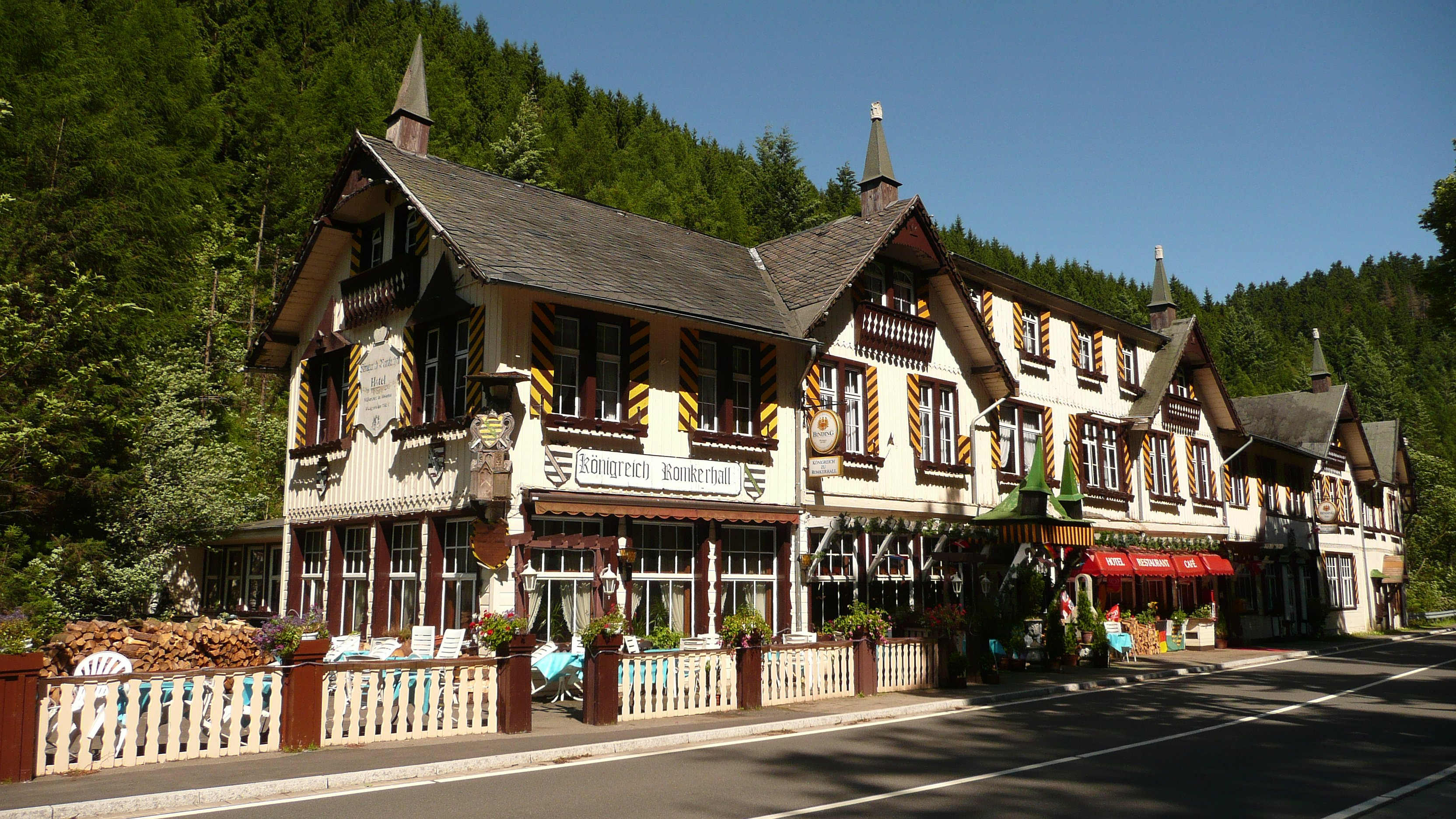
Das unmittelbar nach dem Bau der Vorgängerstraße gegründete Romkerhalle

Das nördlichste Teilstück zwischen der B 6 und der Wolfenbütteler Straße ist Teil einer bedeutenden Altstraße, der Halberstädter Heerstraße. Sie ist seit dem 11. Jahrhundert sicher und möglicherweise bis in das 9. Jahrhundert nach Christus bezeugt und von Händlern zwischen den Städten Goslar und Halberstadt/Quedlinburg bis in die Zeit des Dreißigjährigen Krieges genutzt. Ihr Name erhielt sich weiter östlich in der Halberstädter Straße. Für die Abschnitte der B498 in Altenau lässt sich festhalten: 1686 wurde die Bebauung der Marktstraße abgeschlossen und 1699 der Verlauf der heutigen Breiten Straße.  
In den Jahren 1856 bis 1861 wurde unter großen Mühen der Abschnitt zwischen Oker und dem Großen Birkental errichtet, um den Verkehr in den Harz und insbesondere Holztransporte zu erleichtern. Wenige Jahre später wurde an dieser Straße Romkerhalle gegründet und der Wasserfall eingerichtet. Mit dem Bau der späteren Bundesstraße 498 fand auch die seit 1542 durchgeführte Holzflößerei auf der Oker ein Ende, die 1865 zum letzten Mal durchgeführt wurde.
Die Bundesstraße 498 wurde zum 1. Januar 1967 eingerichtet, um das Netz der Bundesstraßen zu verbessern. Sie diente höchstwahrscheinlich auch dazu, die Gebiete vor der innerdeutschen Grenze besser zu erschließen.
Ursprünglich begann die B 498 innerhalb von Oker an der damaligen B 6. Als diese 1983 auf die B 6n verlegt wurde, wurde die B 498 auf den ehemaligen Verlauf der B 6 verlegt, wodurch sie mittlerweile doppelt an die Bundesstraße 241 angeschlossen ist.
Im Jahr 2011 wurde die Einmündung der Harzburger Straße (ehemalige B 6) zu einer Verkehrsinsel umgebaut und im Dezember 2011 freigegeben.
Im August 2017 wurde eine LED-Installation in Regenbogenfarben unterhalb der Bahnunterführung an der Straßenseite Richtung Goslar angebracht. Die Beleuchtung soll zu einer helleren und freundlicheren Beleuchtung beitragen. Die Finanzierung erfolgte sowohl über die Stadt Goslar als auch Sponsorengelder.

### Planungen
Unter dem Namen Bundesstraße 498n war ab 1988 eine Neutrassierung der Bundesstraße im Gebiet des Goslarer Stadtteils Oker in Planung. Diese sollte entlang dem östlichen Okerufer verlaufen und die Wolfenbütteler Straße als Zubringer zur B 6/ehemalige A 395 sowie die alte B 498 verkehrlich entlasten.
Die Kosten für den Bau wurden im Jahr 1989 auf rund 32 Mio. DM geschätzt. In den darauffolgenden 20 Jahren wurde die Entlastungsstraße Gegenstand verschiedener politischer Diskussionen in Goslar. Die Bundesstraße wurde noch 2006 in einem angrenzenden Bebauungsplan explizit berücksichtigt; die Planungen zur B 498n wurden im Jahr 2007 jedoch endgültig aufgegeben, da eine Finanzierungsvereinbarung zwischen der Stadt Goslar und der Bundesregierung nicht mehr erwartbar war.

## Verlauf
Die B 498 zweigt zunächst im Stadtgebiet von Goslar westlich von Sudmerberg als Abfahrt aus der autobahnähnlich ausgebauten Bundesstraße 6 ab. Nach einigen hundert Metern zweigt die "Okerstraße" nach Westen ab und schließt die Bundesstraße 82 an. Bis 1987 verlief ab hier anstelle der B 498 die B 6 nach Bad Harzburg. Kurz nach dem Eintritt in den Ortsteil Oker verläuft die Bundesstraße unter dem Namen "Im Schleeke" etwa zwei Kilometer zwischen der H.C. Starck-Anlage im Süden und dem Sudmerberg im Norden mit seinem markanten Sendermast. Anschließend führt die B 498 als "Bahnhofstraße" am Bahnhof Oker vorbei und unterquert die Bahnstrecken Vienenburg–Goslar und Bad Harzburg–Oker, bevor am Kreisverkehr kurz vor dem Harz die alte B 6 als L 501 Richtung Göttingerode nach Osten abzweigt.
Anschließend führt die B 498 dem Verlauf der Oker folgend in den Oberharz führt und hier durch das tief eingeschnittene Okertal verläuft, mit, vom Okerniveau ab, bis zu 300 m hohen Hängen. Die Bundesstraße passiert die Kästeklippe (605 m ü. NN) und den Romkerhaller Wasserfall und erreicht nach etwa 7 km die Staumauer der Okertalsperre. Hier liegen mehrere Ausflugslokale zwischen Bundesstraße und Stausee. Die Straße nach Schulenberg im Oberharz und Clausthal-Zellerfeld zweigt ab, bevor die B 498 auf der Weißwasserbrücke die Okertalsperre überquert und ihrem Verlauf noch 4 km folgt. Danach wird Altenau durchquert, wo sie als Haupt und Geschäftsstraße unter den Namen Hüttenstraße, Marktstraße, Breite Straße, Große Oker, Schatzkammerstraße und Auf der Rose verläuft. Am Markt, der Stadtmitte von Altenau besteht Anschluss zum etwa 8 km entfernten Ortsteil Torfhaus (850 m ü NN).
Die B 498 hat beim Sperberhaier Dammhaus einen kurzen gemeinsamen Verlauf mit der Bundesstraße 242 (Harzhochstraße) zwischen Clausthal-Zellerfeld und Braunlage-Oderbrück, knickt dann aber in südliche Richtung ab. Der Abschnitt südlich von Riefensbeek-Kamschlacken ist nur rudimentär ausgebaut und in seiner geringen Verkehrsbedeutung nicht mit der westlich verlaufenden Bundesstraße 241 vergleichbar. Die B 498 führt, über den Damm verlaufend, an der Sösetalsperre entlang und verlässt kurz vor Erreichen von Osterode am Harz den Harz, wo sie an der Bundesstraße 241 endet.

### Gebietskörperschaften
- Niedersachsen
  - Landkreis Goslar
    - Stadt Goslar: Oker
    - Berg- und Universitätsstadt Clausthal-Zellerfeld: Altenau
    - Dammhaus

  - Landkreis Göttingen
    - Stadt Osterode am Harz: Riefensbeek-Kamschlacken, Osterode am Harz

### Überquerte Gewässer
- Abzucht, bei Sudmerberg
- Oker, in Altenau, Romkerhalle und Oker
- Okertalsperre, bei Altenau
- Gerlachsbach bei Altenau
- Dammgraben, am Sperberhaier Damm
- Söse, in Riefensbeek-Kamschlacken
- Sösetalsperre, bei Riefensbeek-Kamschlacken

## Sehenswürdigkeiten
- Okertal und Okertalsperre zwischen Altenau und Oker
- Oberharzer Wasserregal, zwischen Altenau und Riefensbeek-Kamschlacken
  - Sperberhaier Damm
- Sösetalsperre, bei Riefensbeek-Kamschlacken

## Fotos

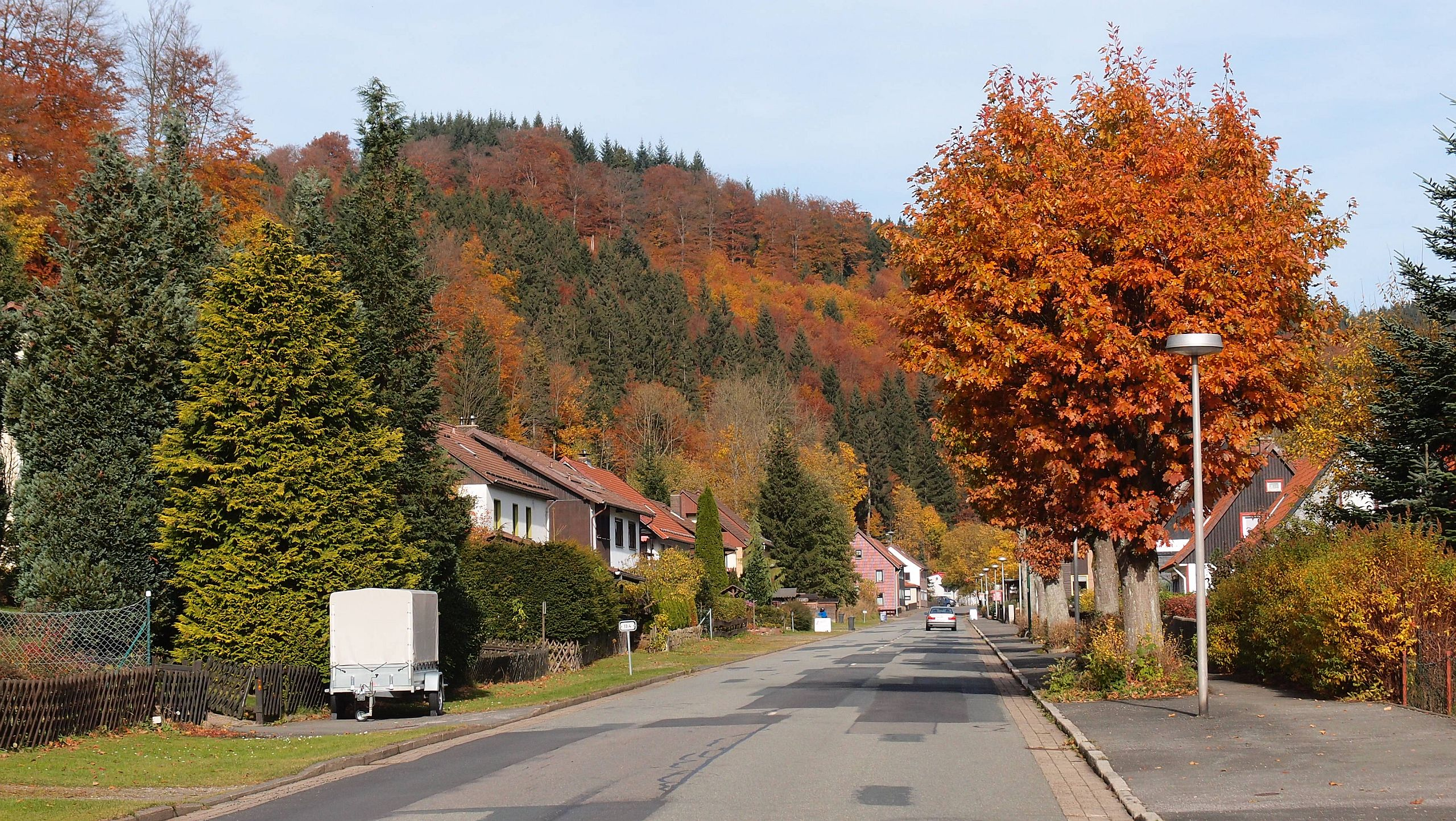
Die B 498 in Kamschlacken
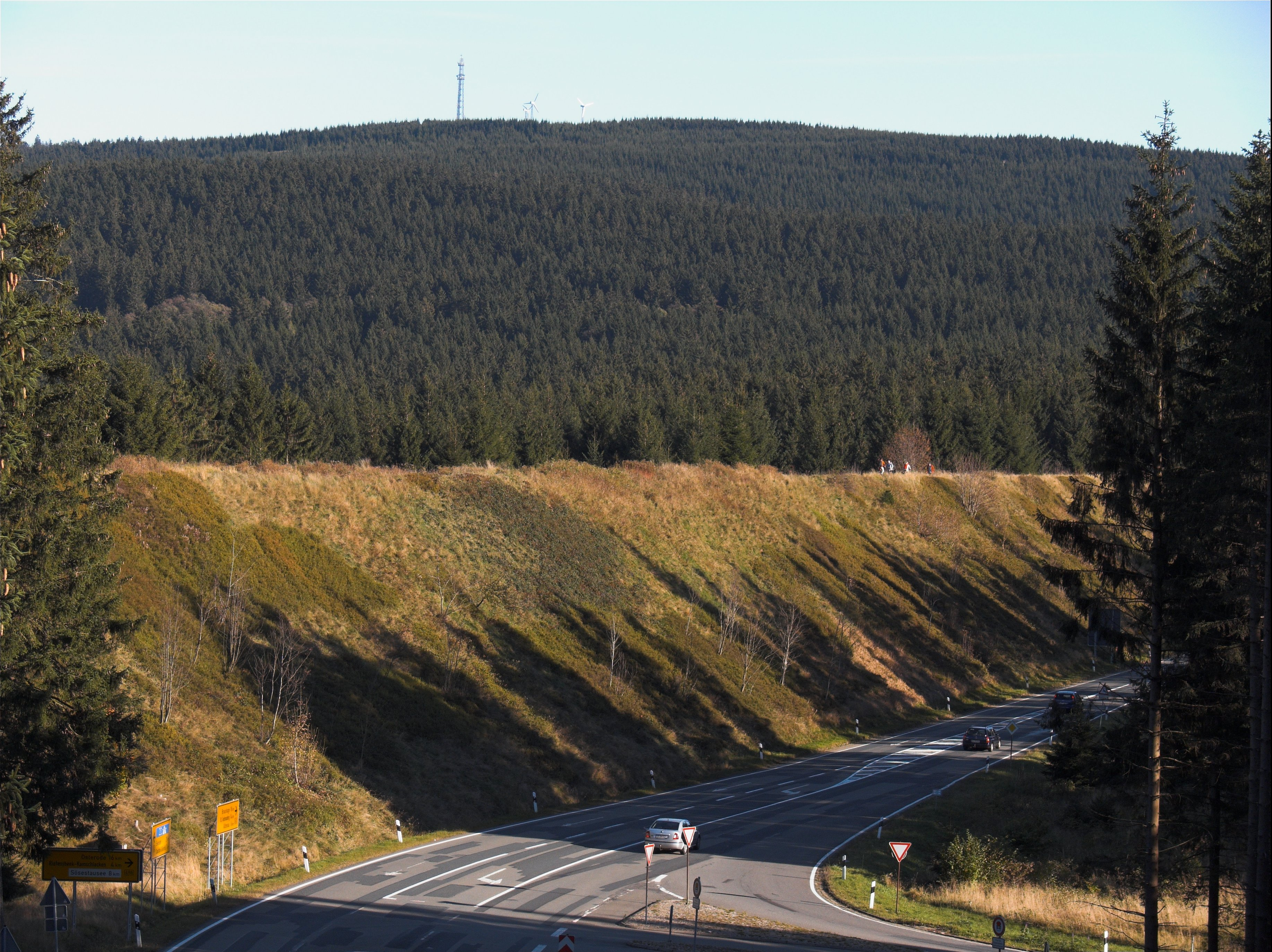
Am Sperberhaier Damm kreuzt sich die B 498 mit der B 242
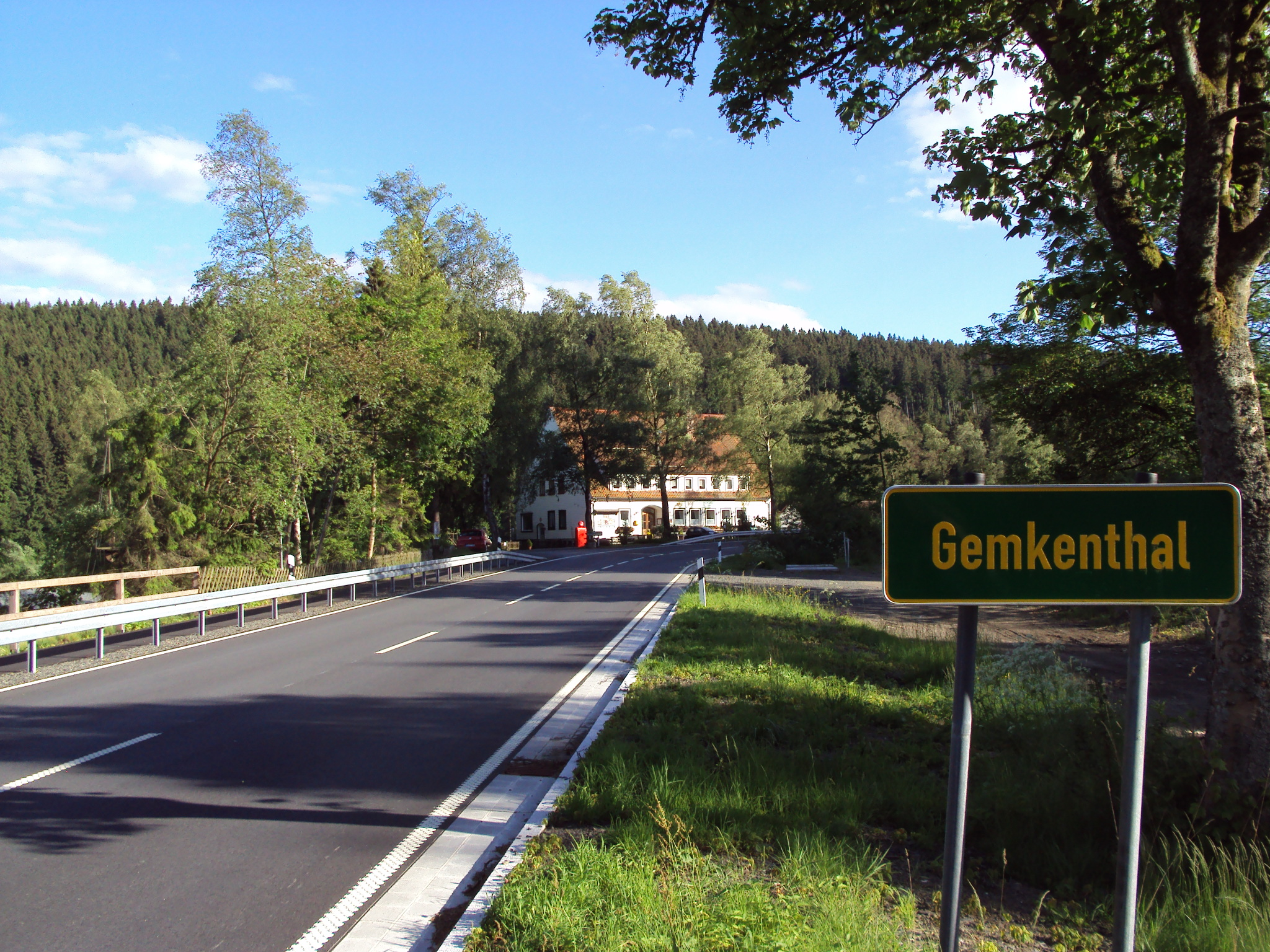
Gemkenthal im Juni, Blick Richtung Süden
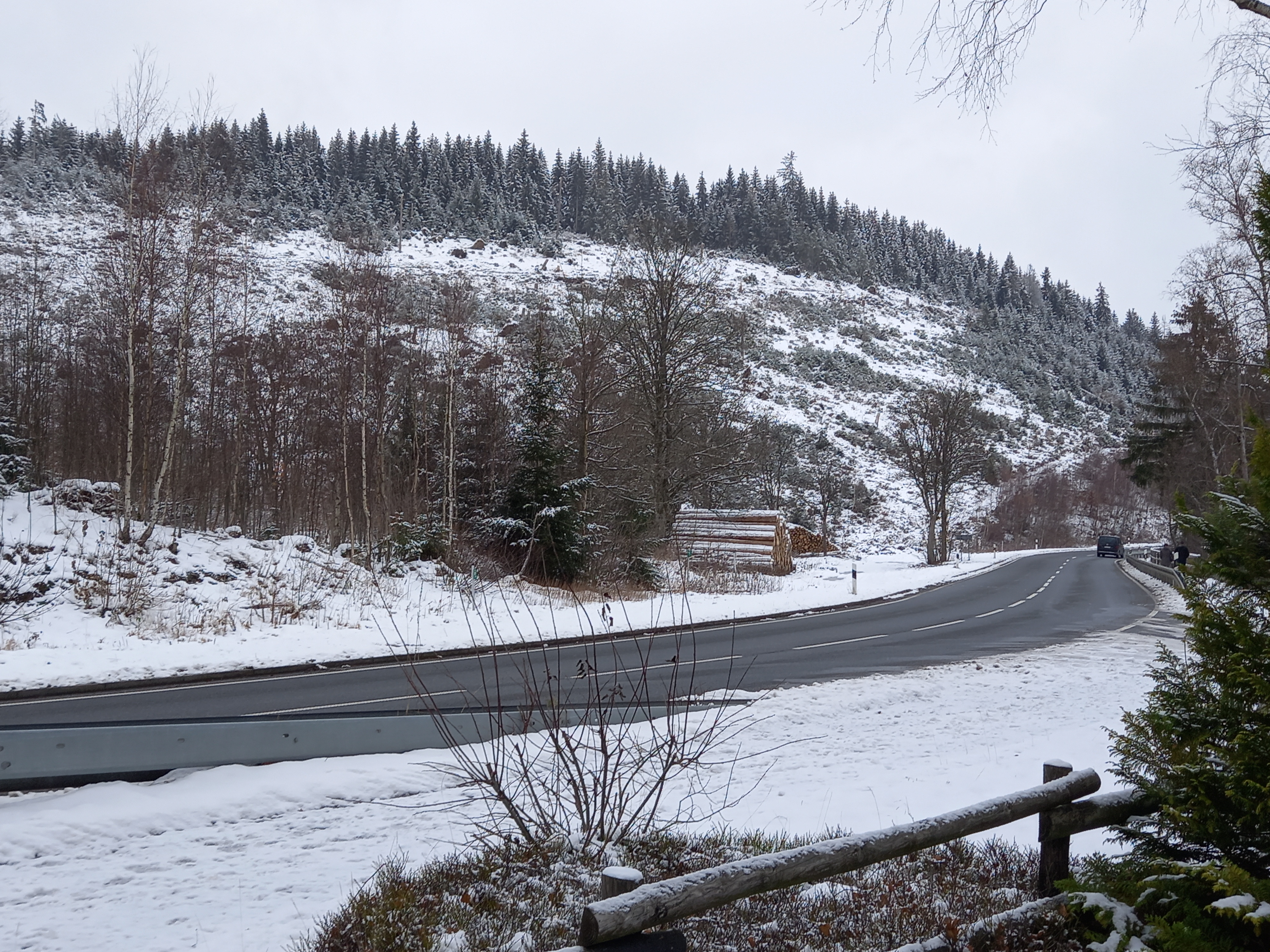
Gemkenthal im Dezember, Blick Richtung Norden
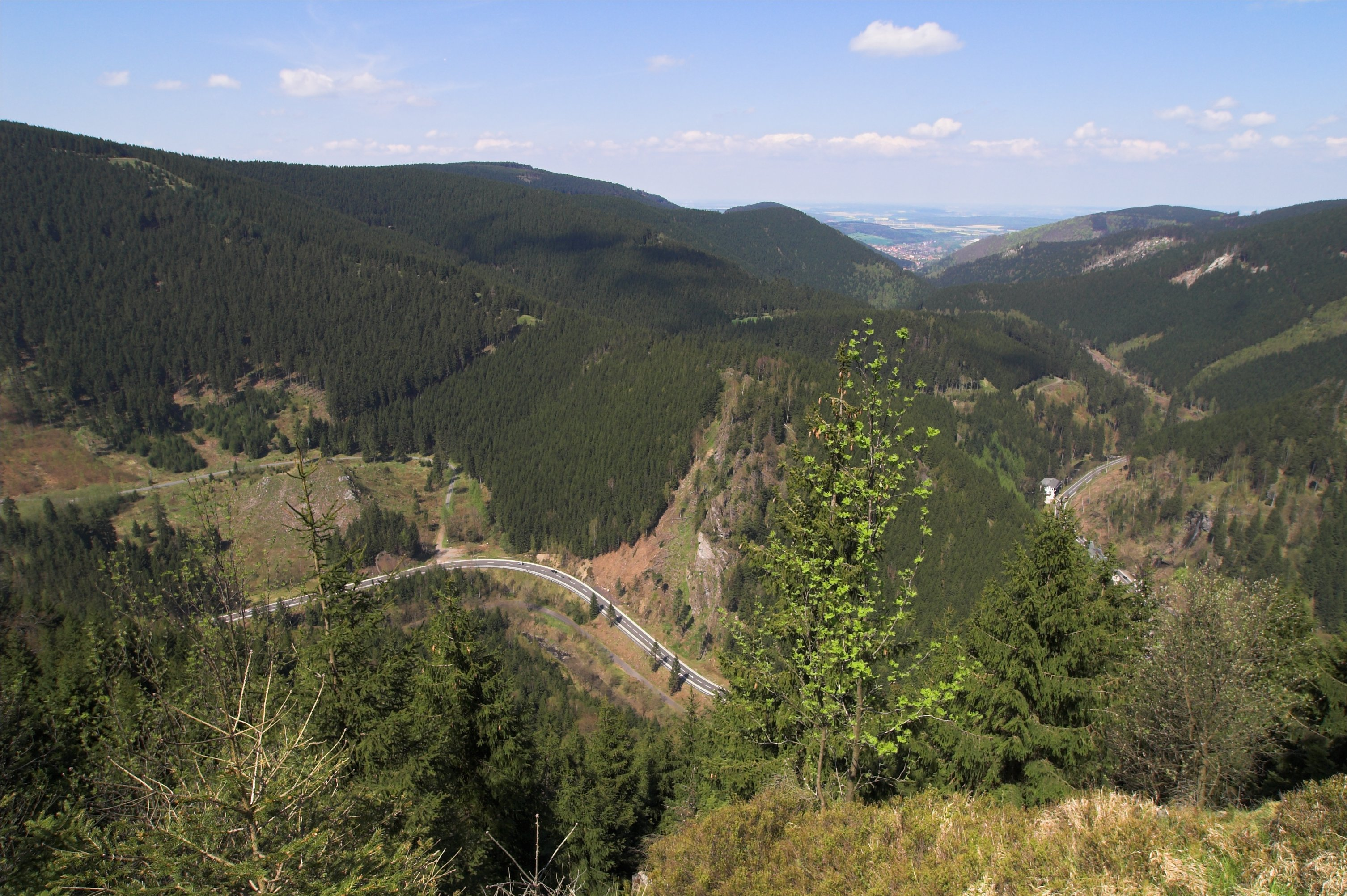
Die B 498 im Okertal bei Romkerhalle
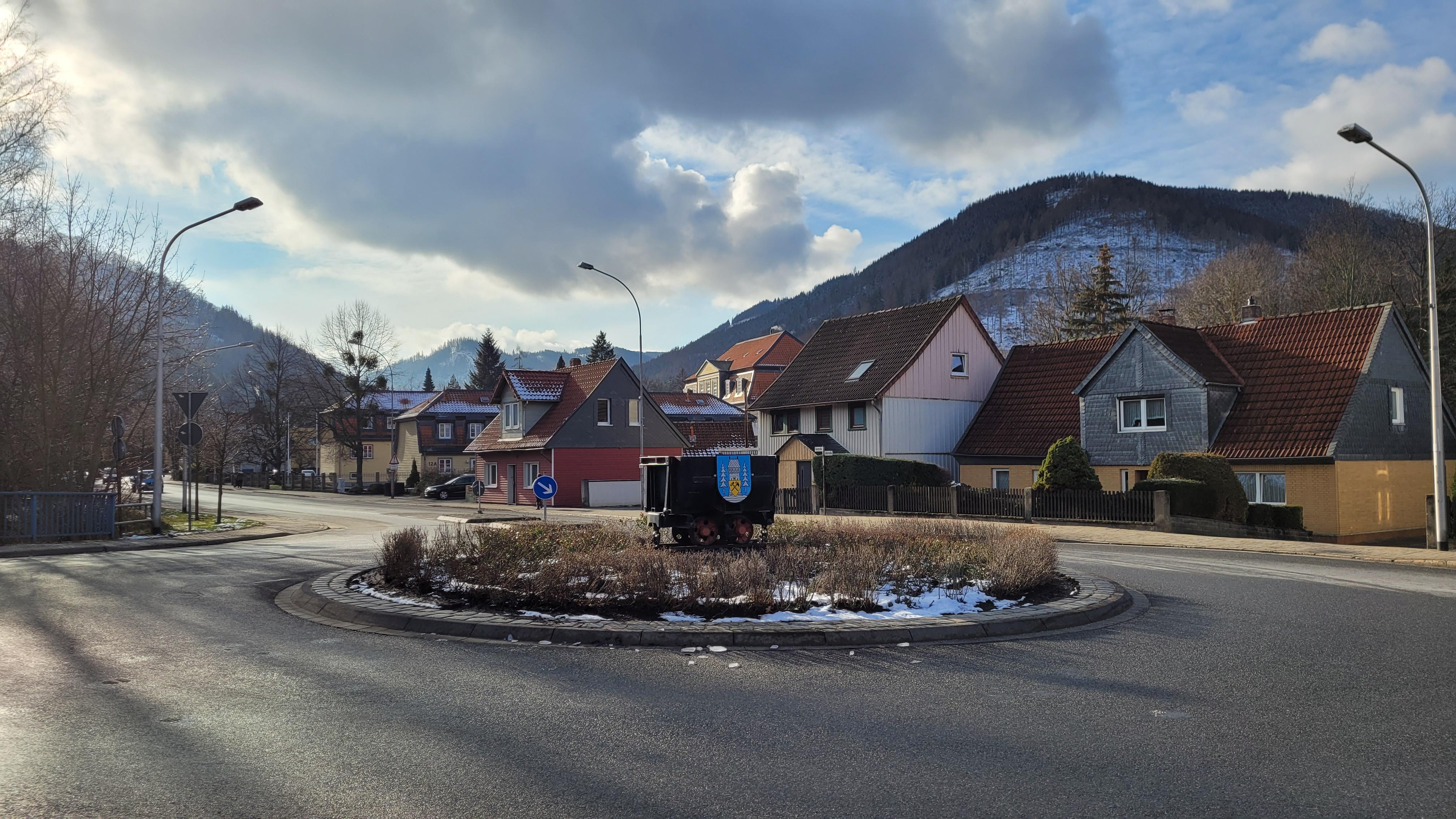
Kreisverkehr mit der Landesstraße L 501 (Harzburger Straße) in Oker
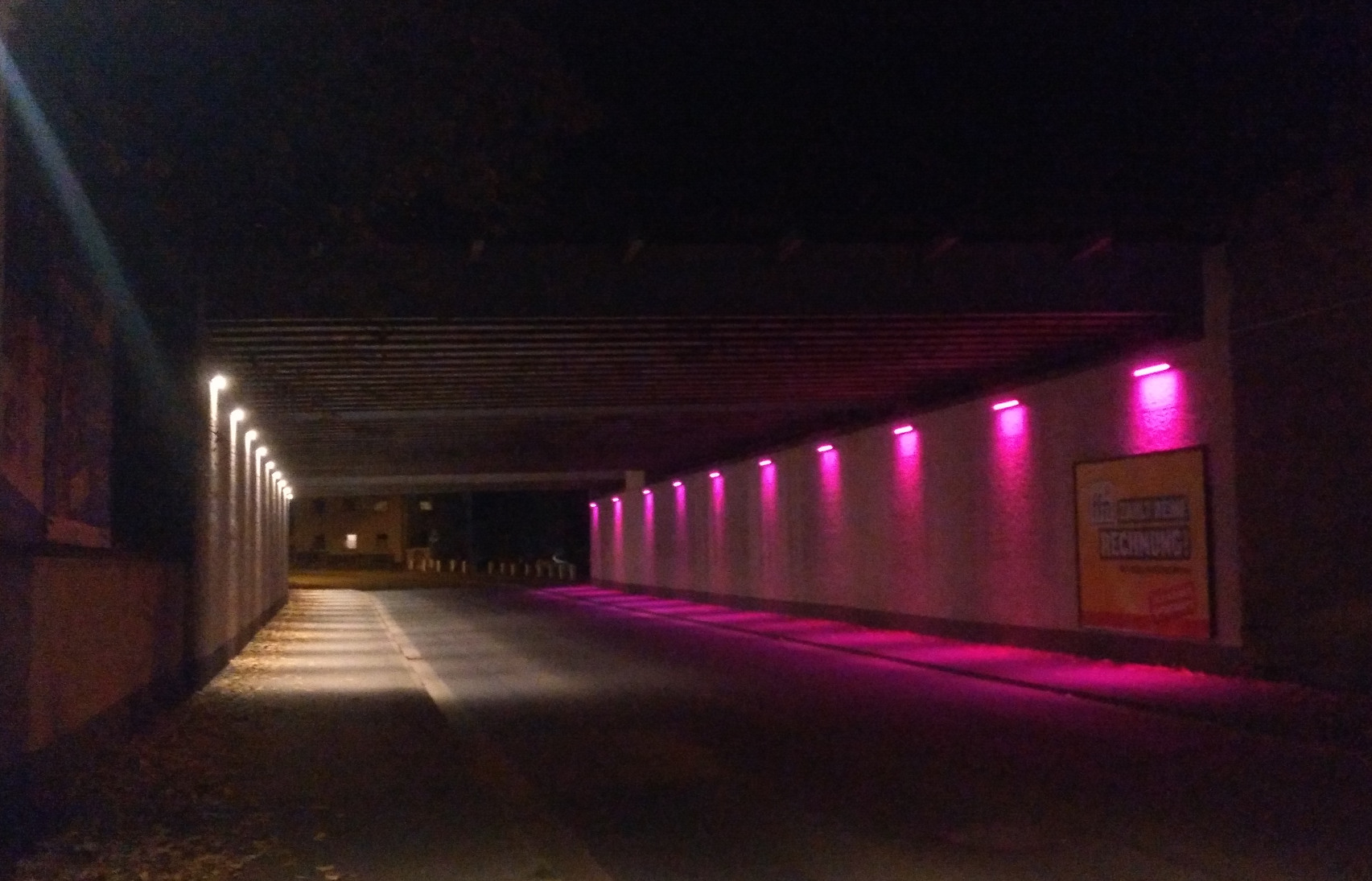
LED-Beleuchtung unter der Bahnbrücke in Oker
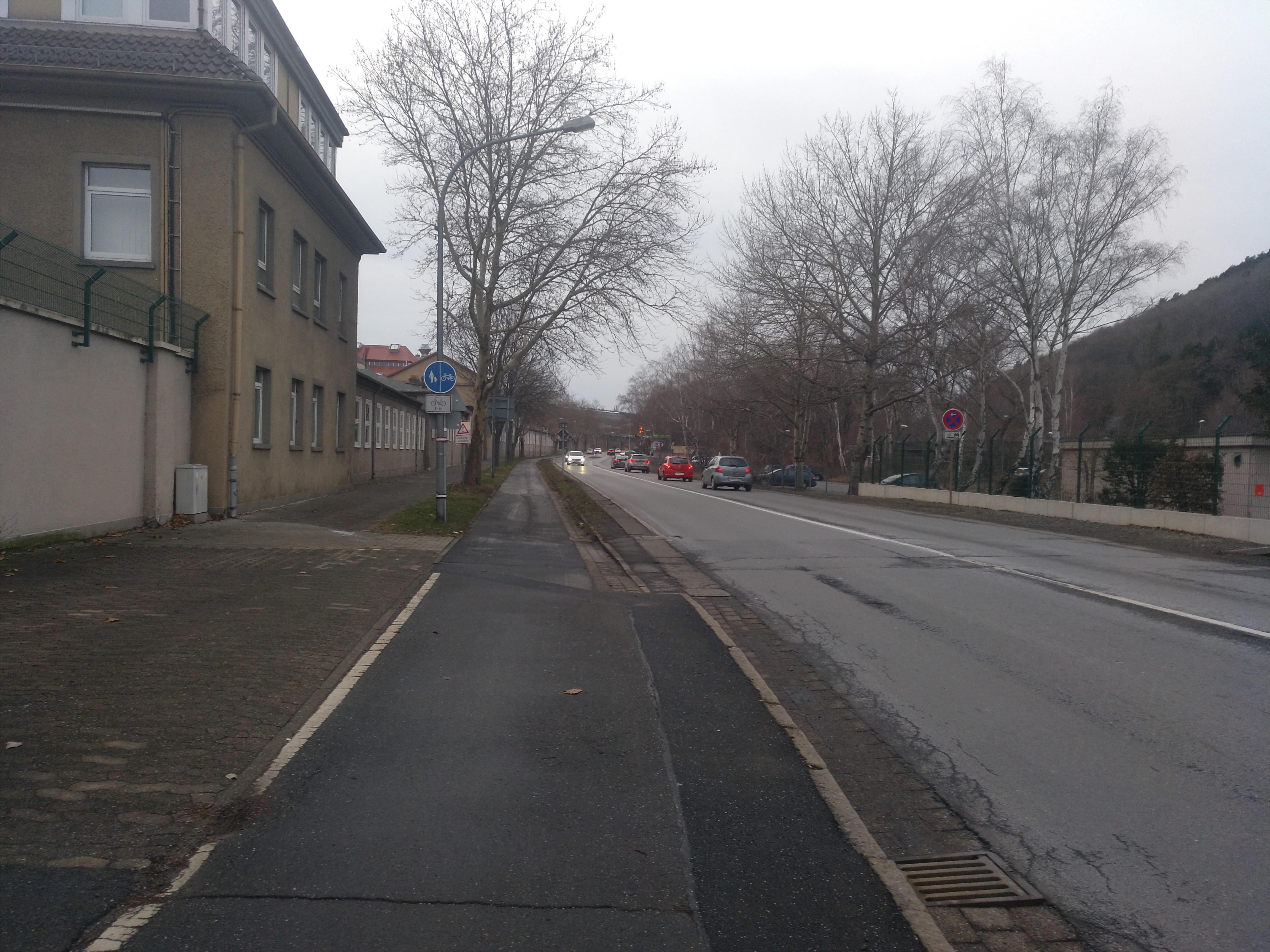
Die B 498 parallel zum Hauptgebäude von H.C. Starck in Oker
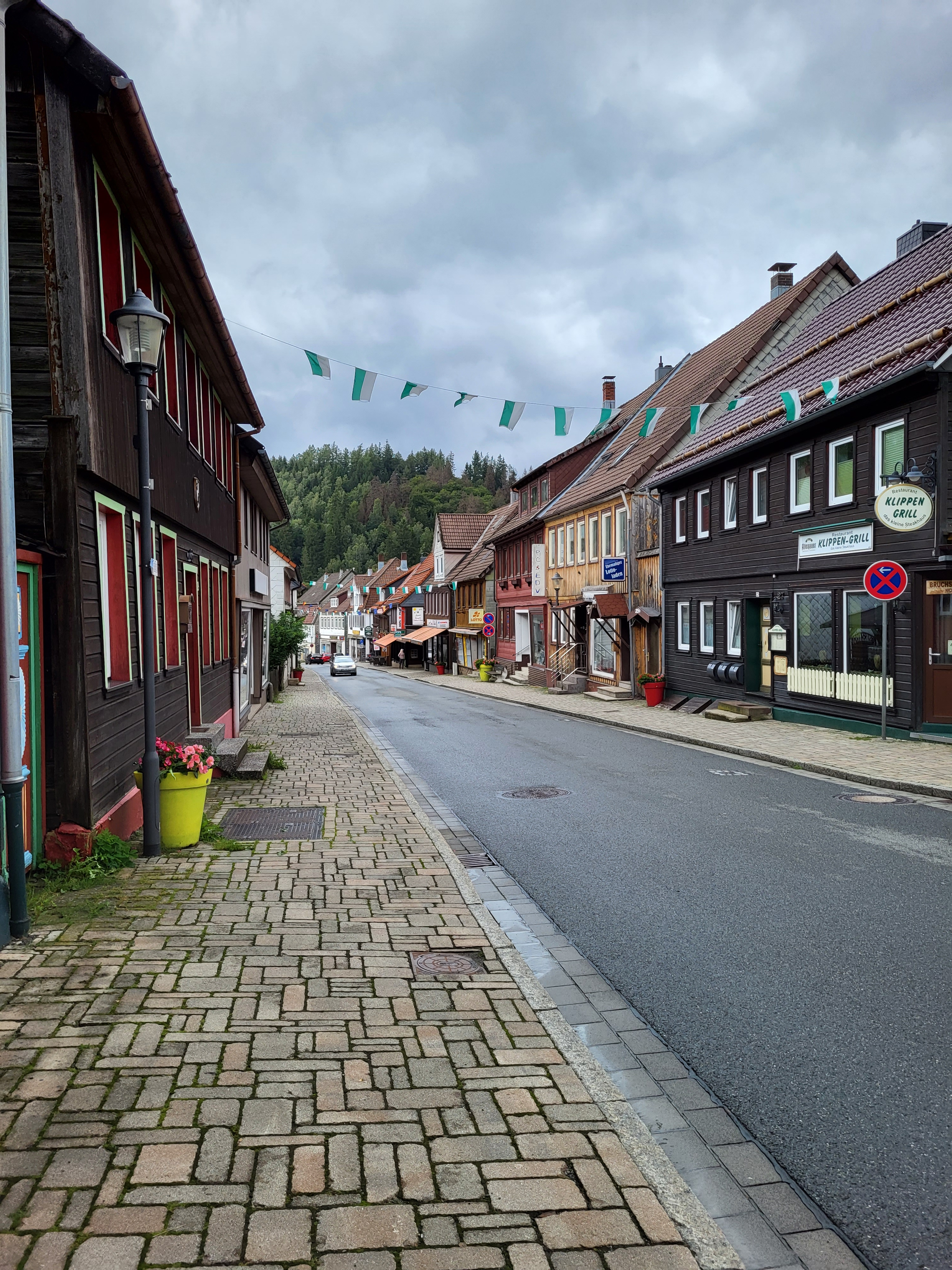
B 498 in Altenau
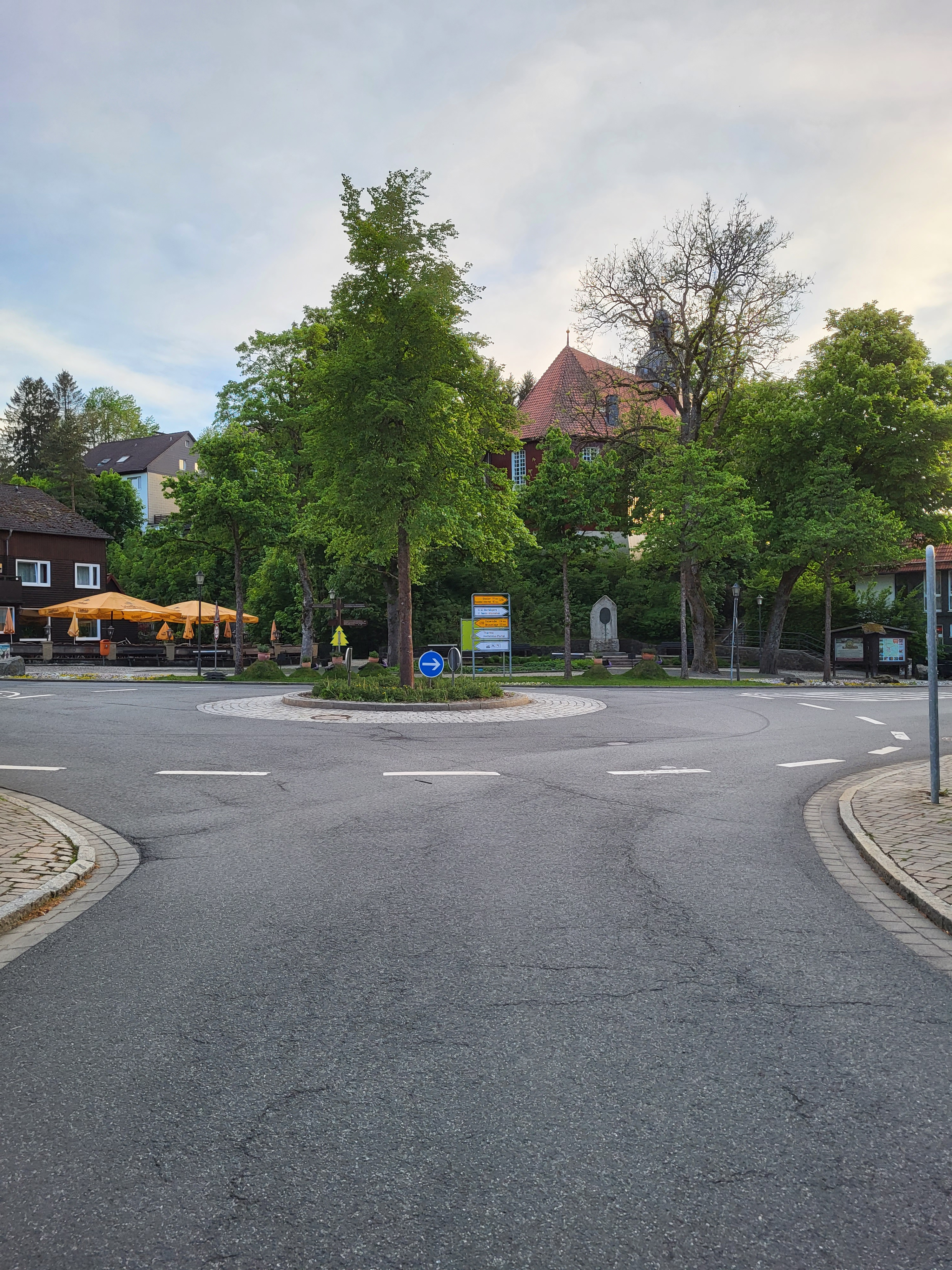
Kreisverkehr in Altenau von der L504 nach Torfhaus aus gesehen